# Parti populaire (Chypre du Nord)
Pour les articles homonymes, voir Parti populaire.
Le Parti populaire (en turc, Halkın Partisi, HP) est un parti politique de Chypre du Nord, fondé le 6 janvier 2016.
Son leader est Kudret Özersay. Il obtient 915 666 voix (17,8  %) lors des dernières élections nord-chypriotes, soit 9 députés élus.
 